# Roman Albreht
Roman Albreht, slovenski politični delavec in publicist, * 19. junij 1921, Begunje na Gorenjskem, † 15. februar 2006, Ljubljana
Sodeloval je v narodnoosvobodilni borbi. Po 2. svetovni vojni je bil novinar in 1951-53 glavni urednik lista Delavska enotnost. Nato je delal v Zvezi sindikatov Slovenije (1953-61) in bil predsednik zbora proizvajalcev Ljudske skupščine LRS (drugi za Mavricijem Borcem), 1959 je končal študij na 1. stopnji ljubljanske Pravne fakultete, nato postal v Beogradu namestnik sekretarja v zveznem sekretariatu za delo (1961-65), poslanec Zvezne skupščine SFRJ in predsednik njenega odbora za delo ter komisije za združeno delo (1965-75), član reorganiziranega izvršnega komiteja CK ZKJ (1966-69), kasneje član predsedstva CK ZKJ in podpredsednik Izvršnega sveta Socialistične republike Slovenije (1975-78). Leta 1978 je postal član Predsedstva CK ZKS in predsednik družbenega sveta za vprašanja družbene ureditve Socialistične republike Slovenije (slednje do upokojitve 1988). Imel je vidno vlogo v procesu uvajanja nove gospodarske ureditve in organizacije po Zakonu o združenem delu ("tozdiranje"), kar je bilo povezano tudi z "novorekom" na tem področju. Leta 1979 je bil izvoljen za rednega profesorja na Fakulteti za organizacijske vede v Kranju.